# Casa Sunyer (Alcanar)
La casa Sunyer és una obra del municipi d'Alcanar inclosa en l'Inventari del Patrimoni Arquitectònic de Catalunya.

## Descripció
La casa és a la cantonada entre el carrer Càlig -façana principal- i el carrer de Sebastià Anglés -façana lateral i pati-. Té una planta, entresòl, pis noble i golfes. A la façana principal hi podem observar la porta amb brancals i llinda de pedra -amb inscripció "Casa Sunyer" al centre-. Sobre la llinda s'aprecia l'escut de la família, també de pedra.
A nivell de l'entresòl hi ha una finestra petita a la dreta de la porta. Al pis principal hi ha un balcó i tres de més petits a la golfa. A la façana lateral, a la part baixa del mur adquireix forma atalussada -d'1 m d'alçada-. És dividida en quatre nivells d'obertures, corresponents a finestres irregulars en mida i forma que hi ha a la planta, entresòl i primer pis. A les golfes hi ha quatre ulls de bou molt senzills, ovalats. Hi ha dues finestres de l'entresòl, de pedra, i una del primer pis amb balustrada. Tot el mur sembla fet amb maçoneria arrebossada, imitant carreus. A la part superior hi ha un voladís que imita una cornisa clàssica.
A la part de darrere, té una terrassa amb balustrada que dona a un pati interior.

## Història
Probablement l'edifici és del segle xix i fou retocat el XX, com ho testimonia l'arrebossat sense lliscar de la façana. No hi ha cap data que ens en pugui donar una referència concreta, però es pot establir aquesta hipòtesi d'acord amb l'estructura de l'edifici i la comparació amb les dates dels llindars de pedra que pertanyen a les cases del veïnat.
El cognom Sunyer surt documentat a Alcanar des del 1604, en què és esmentat Tomàs de Sunyer com a síndic de la vila. Posteriorment, hi ha diverses notícies diverses de matrimonis de representants de la família. Joaquim de Sunyer i de Viala, que vivia cap a 1920, cavaller del Sant Sepulcre.
Els propietaris només l'habiten a temporades encara que es tracta de la casa pairal. També tenen una altra propietat a Sòl de Riu (al veí terme municipal de Vinaròs, Baix Maestrat).
El 1991 la casa fou pintada de color siena, deixant el gris per la fusteria i les reixes.